# Lulunga
Lulunga é um grupo de ilha e um distrito em Ha'apai da divisão administrativa do Reino de Tonga. O arquipélago é constituído por 17 ilhas, das quais apenas 5 são habitadas. Estes são Haʻafeva, Matuku, Kotu,ʻOʻua e Tungua. A população de toda a cadeia de ilhas é de 1.075, a maioria dos habitantes vivem em Haʻafeva.

## Lista de Ilhas
- Fakahiku
- Fetoa
- Fonuaika
- Foua
- Haʻafeva
- Kito
- Kotu
- Lekeleka
- Luanamo
- Matuku
- Nukulei
- Pepea
- Putuputua
- Teaupa
- Tokulu
- Tungua
- ʻOʻua